# Nørre-Snede
Nørre Snede is een plaats en voormalige gemeente in de Deense regio Midden-Jutland. De plaats maakt deel uit van de gemeente Ikast-Brande en telt 1897 inwoners (2008).

## Voormalige gemeente
Nørre-Snede is een voormalige gemeente in Denemarken. De oppervlakte bedroeg 254,02 km². De gemeente telde 7266 inwoners waarvan 3682 mannen en 3584 vrouwen (cijfers 2005).
Nørre Snede is opgegaan in de gemeente Ikast-Brande. Deze gemeente is ontstaan op 1 januari 2007 toen de voormalige gemeenten Ikast, Brande en Nørre Snede werden samengevoegd.